# Bristol Siddeley
La Bristol Siddeley Engines Ltd (BSEL) è stata un costruttore di motori aeronautici inglese. Fondata nel 1959 con una fusione tra la Bristol Aero-Engines Limited e la Armstrong Siddeley Motors Limited, nel 1961 acquisì la de Havilland Engine Company e la divisione motori della Blackburn Aircraft. La Bristol Siddeley fu poi assorbita dalla Rolls-Royce Limited nel 1966.

## Storia
La Bristol Siddeley fu il risultato di una lunga serie di fusioni ed acquisizioni di compagnie aerospaziali britanniche iniziate già nel 1935 quando nacque la Hawker Siddeley Aircraft a seguito dell'acquisto dell'Armstrong Siddeley e della Armstrong Whitworth Aircraft da parte dell'Hawker Aircraft. Nello stesso periodo la Hawker Siddeley inglobò anche la A.V. Roe and Company (Avro), la Gloster Aircraft Company e la Air Training Services.
Dall'altro lato, nel 1956, la Bristol Aeroplane Company (che nel 1920 aveva assorbito la Cosmos Engineering Company) fu divisa in due sezioni, la Bristol Aircraft (dedicata alla progettazione e costruzione di velivoli) e la Bristol Aero Engines (rivolta allo sviluppo di motori aeronautici).
Il 1º aprile del 1959 la Bristol Aeroplane Company e l'Armstrong Siddeley Motors decisero di fondare una nuova compagnia unendo le rispettive divisioni dedicate alla costruzione di motori aeronautici. Il capitale sociale della neonata Bristol Siddeley fu diviso in parti uguali tra le case madri.
Nel novembre del 1961 la compagnia assorbì la de Havilland Engine Company Limited e la Blackburn Engines Limited, entrambe operanti nell'orbita del gruppo Hawker Siddeley. La divisione velivoli della Blackburn fu inglobata nella Hawker Siddeley.
La Bristol Siddeley venne infine acquistata dalla Rolls-Royce Limited nel 1966 per 63,6 milioni di sterline per evitare la concorrenza di una prevista collaborazione tra BSEL, Pratt & Whitney e Snecma ma continuò a mantenere una distinta struttura organizzativa e di marketing.
La Bristol Siddeley Engines Limited è tuttora elencata, sebbene non svolga alcuna attività, tra le società del gruppo Rolls Royce.

## Prodotti
L'azienda fu tra le maggiori al mondo per varietà di motori prodotti, tra i quali potevano essere annoverati motori a pistoni, turboelica, turboalberi, turbogetti, turbofan, generatori di potenza ausiliaria, ramjet e motori a razzo a combustibile liquido. Produsse anche turbine a gas per uso marino ed industriale, motori diesel per applicazioni ferroviarie e trasmissioni automatiche.
Nella fabbrica di Filton a nord di Bristol vennero sviluppati motori militari tra cui il turbogetto bialbero Olympus (da cui furono derivati i motori installati sul Concorde), il turbogetto Orpheus per l'addestratore Folland Gnat, il turbofan a spinta vettoriale Pegasus per il caccia a decollo verticale Hawker Siddeley P.1127/Kestrel/Harrier VSTOL, il turboelica Proteus per il quadrimotore Bristol Britannia ed il turbogetto Viper per l'Hawker Siddeley HS.125. La Bristol Siddeley stava sviluppando anche un'altra versione di turbofan a spinta vettoriale (il BS100) con un particolare postbruciatore destinato al caccia supersonico a decollo verticale Hawker Siddeley P.1154, ma il progetto fu cancellato nel 1965. Motori ramjet vennero studiati e sviluppati per i missili a lungo raggio Bristol Bloodhound e Sea Dart.

### Motori Diesel
La Bristol Siddeley costruì su licenza della tedesca Maybach motori Diesel per le locomotive British Rail Class 42 e Class 52. I motori Maybach Diesel (MD) vennero anche usati come generatori di elettricità e unità di pompaggio per pozzi petroliferi.

### Automobili
All'inizio la Bristol Siddeley comprendeva anche le case automobilistiche Armstrong Siddeley Motors e Bristol Cars. Nel luglio del 1960 fu però deciso di terminare la produzione delle automobili Armstrong Siddeley a causa della scarsa redditività dell'unico modello, la Star Saphire. Nel settembre del 1960 la Bristol Cars fu venduta.